# Luca Zaia
Luca Zaia (nacido el 27 de marzo de 1968) es un político italiano, presidente del Véneto desde 2010.
Antes de eso, fue ministro de Agricultura en el cuarto gobierno de Silvio Berlusconi de mayo de 2008 a abril de 2010 y vicepresidente del Véneto de 2005 a 2008.

## Carrera política
Luca Zaia se incorporó a la Liga Véneta–Liga a principios de la década de 1990, después de haber conocido a Gian Paolo Gobbo, y fue elegido por primera vez para un cargo público en 1993, cuando se convirtió en concejal de Godega di Sant'Urbano. Dos años más tarde, en 1995, se postuló con éxito para consejero provincial y, tras las elecciones, fue nombrado ministro provincial de Agricultura.
En las elecciones provinciales de 1998, Zaia fue elegido presidente de la provincia de Treviso con el 60,0% de los votos en la segunda vuelta, tras llegar adelante en la primera vuelta con el 41,4% y negarse a aceptar el apoyo de cualquier otro partido que no sea el suyo. En ese momento, era el presidente provincial más joven de Italia. En 2002 fue reelecto con un aplastante 68,9% de los votos en la segunda vuelta y continuó gobernando la provincia con el único apoyo de su partido.
En mayo de 2005, Zaia fue nombrado vicepresidento del Véneto y ministro regional de Agricultura y Turismo en el Tercer Gobierno Galán, pero se retiró en mayo de 2008 para asumir el cargo de ministro de Agricultura en el Cuarto Gobierno Berlusconi.
En diciembre de 2009, El Pueblo de la Libertad (PdL) determinó que el candidato de la coalición en las elecciones regionales de 2010 sería miembro de la Liga. Posteriormente, el consejo nacional de la Liga Véneta (LV) nominó a Zaia para presidente de la región.

## Presidente del Véneto
En marzo de 2010, Zaia fue elegido presidente del Véneto de forma aplastante, ganando el 60,2% de los votos contra el 29,1% de su principal oponente, Giuseppe Bortolussi del Partido Democrático (PD). La elección fue un triunfo para LV, que era con diferencia el partido más grande de la región con el 35,2% de los votos, frente al 14,7% de cinco años antes, y obtuvo 20 escaños en el Consejo Regional, frente a los 11 anteriores. Zaia también obtuvo la mayor proporción de votos para la presidencia de Véneto desde que se introdujo la elección directa en 1995.
En 2012, Zaia fue elegido como el presidente regional más popular de Italia. En mayo de 2015, Zaia fue reelegido presidente de Véneto con el 50,1% de los votos en las elecciones regionales de 2015.

### Cuestión social
En los primeros tiempos de su administración, Zaia intentó limitar la píldora abortiva RU-486. Sin embargo, la AIFA ("Agencia Italiana de Medicina") declaró que su posición era inconstitucional en vista de cómo la cuestión está regulada por la Ley 194 de 1978.
En 2011, durante los referéndums derogatorios, votó "4 Sí". Pidió más transparencia y exigió una mayor supervisión ciudadana de la administración pública.
En 2013, Zaia se pronunció en contra de la adopción homoparental, diciendo: "No tengo nada en contra de los gais, pero la posibilidad de adopción me parece una medida extrema con efectos impredecibles".

### Cuestión económica
En agosto de 2010, un grupo antiglobalización se manifestó en Vivaro contra la siembra de organismos genéticamente modificados. La manifestación contó con el apoyo de Zaia, quien exigió el "retorno a la legalidad", a pesar de que su antecesor Giancarlo Galán, miembro de su coalición, estaba a favor de los transgénicos.
Después de una inundación en 2010, Zaia y su coalición cambiaron una ley regional para permitir la reconstrucción de ruinas rurales de hasta 800 metros cúbicos. El Partido Democrático afirmó que se trataba de un intento de "cementación". La Asociación Nacional de Constructores de Edificios ("Associazione nazionale costruttori edili", ANCE) también calificó la ley como una "mala elección".
Zaia fue criticado cuando, después de la inundación, pidió más fondos para la reconstrucción, diciendo: "Es una pena gastar 250 millones de euros en cuatro piedras en Pompeya".

### Independencia véneta
En marzo de 2014, Zaia apoyó el plebiscito sobre la independencia véneta. Zaia ha comparado el estatus del Véneto dentro de Italia con el de Crimea dentro de Ucrania, que votó a favor de la secesión de Ucrania tras un plebiscito.

### Controversia del brote de coronavirus 2019-20
En febrero de 2020, Zaia se disculpó después de afirmar que los chinos comen ratones vivos. Durante el brote, sus decisiones han sido un ejemplo para otras regiones italianas, en particular para la comparación entre Véneto y la cercana región de Lombardía, donde la situación inicial parecía comparable, que sufrió grandes pérdidas durante la pandemia. Las decisiones del gobierno regional de Lombardía han sido objeto de controversia nacional y la acción de Zaia en el Véneto ha sido elogiada como más eficaz. A junio de 2020, no está claro si la situación de las regiones era comparable al comienzo del brote.

## Vida personal
Luca Zaia nació el 27 de marzo de 1968 en la provincia de Treviso. En 1993, se licenció en ciencias de la producción animal en la facultad de veterinaria de la Universidad de Údine antes de asistir a un curso de gestión.
En 1998, Zaia se casó con Raffaella Monti. La pareja no tiene hijos.
En agosto de 2006, cuando era vicepresidente del Véneto, Zaia salvó a un ciudadano albanés que estaba atrapado en un automóvil en llamas. Rechazó el título de "héroe".